# Heteromeringia imitans
Heteromeringia imitans är en tvåvingeart som beskrevs av Malloch 1930. Heteromeringia imitans ingår i släktet Heteromeringia och familjen träflugor. Inga underarter finns listade i Catalogue of Life.